# Jawornicka Łąka
Jawornicka Łąka (950–1020 m n.p.m.) – łąka w południowo-zachodniej Polsce w Górach Bialskich, w Sudetach.
Łąka pomiędzy wzniesieniami Szeroka Kopa i Suszyca, na południe od Suszycy, w lesie świerkowym regla dolnego.